# Велична
Велична (слч. Veličná) је насељено мјесто са административним статусом сеоске општине (слч. obec) у округу Долни Кубин, у Жилинском крају, Словачка Република.

## Становништво
| Година:    | 1994. | 2004.    | 2014.    | 2024.    |
| ---------- | ----- | -------- | -------- | -------- |
| Број људи: | 731   | 870      | 1136     | 1616     |
| Разлика:   |       | +19,01 % | +30,57 % | +42,25 % |

| Година:    | 2023. | 2024.   |
| ---------- | ----- | ------- |
| Број људи: | 1577  | 1616    |
| Разлика:   |       | +2,47 % |

Према подацима о броју становника из 2011. године насеље је имало 1.047 становника.